# 피터 갤러거
피터 갤러거(Peter Gallagher, 1955년 8월 19일 ~ )는 미국의 배우이다. 대표 드라마 출연작으로 《The O.C.》(2003-07), 《로앤오더: 성범죄 전담반》(2014-19), 《그레이스 앤 프랭키》(2017-22) 등이 있다.

## 출연 작품

### 텔레비전
- 가이딩 라이트 (1979)
- 타이타닉 (1996)
- 슈퍼맨 (1998) - 목소리
- 패밀리 가이 (2001) - 목소리
- The O.C. (2003-07)
- 로봇 치킨 (2006) - 목소리
- 캘리포니케이션 (2009)
- 레스큐 미 (2010)
- 코버트 어페어스 (2010-14)
- 휘트니 (2011)
- 내가 그녀를 만났을 때 (2012)
- 굿 와이프 (2015)
- 뉴 걸 (2016)
- 로앤오더: 성범죄 전담반 (2014-19)
- 그레이스 앤 프랭키 (2017-22)
- 더 기프티드 (2018)
- 머피 브라운 (2018)
- 조이의 특별한 플레이리스트 (2020-21)
- 아울 하우스 (2021-23) - 목소리
- 그레이 아나토미 (2021-현재)

### 영화
- 밤으로의 긴 여로 (1988) - 텔레비전 영화
- 섹스 거짓말 그리고 비디오테이프 (1989)
- 튠 인 투모로우 (1990)
- 카프카의 연인 밀레나 (1991)
- 플레이어 (1992)
- 밥 로버츠 (1992)
- 숏 컷 (1993)
- 맬리스 (1993)
- 마더스 보이 (1993)
- 허드서커 대리인 (1994)
- 미세스 파커 (1994)
- 당신이 잠든 사이에 (1995)
- 라스트 댄스 (1996)
- 질리안의 서른 일곱번째 생일에 (1996)
- 못말리는 첩보원 (1997)
- 헌티드 힐 (1999)
- 아메리칸 뷰티 (1999)
- 열정의 무대 (2000)
- 프로텍션 (2001)
- 미스터 디즈 (2002)
- 하우 투 딜 (2003)
- 아담 (2009)
- 컨빅션 (2010)
- 버레스크 (2010)
- 스텝업 4: 레볼루션 (2012)
- 헬로 마이 네임 이즈 도리스 (2015)
- 배드 맘스 크리스마스 (2017)
- 애프터 (2019) - 켄 스콧 역
- 팜스프링스 (2020) - 하워드 역

### 공연
- 헤어 (1977)
- 그리스 (1978)
- 어나더 컨트리 (1983)
- 오만과 편견 (1985-86)
- 밤으로의 긴 여로 (1986)
- 아가씨와 건달들 (1992)
- 지저스 크라이스트 슈퍼스타 (2012) - 콘서트
- 인어 공주 (2019) - 콘서트